# Snoopy: The Peanuts Movie
Snoopy: The Peanuts Movie (tiếng Anh: The Peanuts Movie) là một bộ phim hài hoạt hình máy tính năm 2015 của Mỹ dựa trên truyện tranh Peanuts của Charles M. Schulz, được sản xuất bởi Blue Sky Studios và phân phối bởi 20th Century Fox. Đây là bộ phim Peanuts dài thứ năm và là bộ phim đầu tiên sau 35 năm. Bộ phim được đạo diễn bởi Steve Martino với kịch bản của Craig và Bryan Schulz (con trai và cháu trai của Schulz), và Cornelius Uliano, cùng với sự tham gia lồng tiếng của Noah Schnapp trong vai Charlie Brown và qua các bản ghi âm lưu trữ, Bill Melendez trong vai Snoopy và Woodstock. Bộ phim cho thấy Charlie Brown đang cố gắng cải thiện tỷ lệ cược của mình với Cô bé tóc đỏ, trong khi Snoopy viết một cuốn sách về Át chủ bài trong Chiến tranh thế giới thứ nhất khi anh tưởng tượng mình là một huyền thoại đang cố gắng cứu người yêu và phi công Fifi khỏi Baron và đội quân Đỏ của hắn.
Quá trình phát triển của bộ phim bắt đầu vào năm 2006, sáu năm sau cái chết của Charles Schulz và phần cuối cùng của truyện tranh Peanuts được phát hành. Craig Schulz, con trai của Charles, đã đưa ra ý tưởng làm phim cho con trai mình, Bryan Schulz. Trong khi trình bày ý tưởng phim, Bryan nói rằng anh có toàn quyền kiểm soát sáng tạo đối với bộ phim, để chất lượng vẫn thuộc về di sản của Charles. 20th Century Fox và Blue Sky Studios đã công bố phát triển một bộ phim hoạt hình máy tính vào tháng 10 năm 2012, với sự chỉ đạo của Steve Martino, do sự trung thành của ông đối với bộ phim, Horton Hears a Who!, cũng do Blue Sky sản xuất. Nhiều yếu tố từ truyện tranh đã được giới thiệu trong phim, chẳng hạn như ao trượt băng của Charlie Brown, ngôi nhà của anh ấy, "bức tường" và gian hàng bác sĩ tâm thần của Lucy, cũng như các bản lồng tiếng của Snoopy và Woodstock từ Bill Melendez. Nhạc phim do Christophe Beck sáng tác, với sự đóng góp của Meghan Trainor và David Benoit, bao gồm các bản nhạc gốc của Vince Guaraldi.
The Peanuts Movie được công chiếu lần đầu tại Thành phố New York vào ngày 1 tháng 11 năm 2015 và được phát hành tại Hoa Kỳ năm ngày sau đó. Phim đã thu về 246 triệu đô la trên toàn thế giới so với kinh phí 99 triệu đô la để trở thành bộ phim hoạt hình có doanh thu cao thứ 7 trong năm 2015. Bộ phim đã nhận được những đánh giá chung tích cực, với lời khen ngợi cho hoạt hình và sự trung thành đối với nguồn tài liệu. Phim đã nhận được đề cử cho Giải Annie cho Phim hoạt hình hay nhất, Giải Phim do các nhà phê bình lựa chọn cho Phim hoạt hình hay nhất và là phim Blue Sky Studios đầu tiên được đề cử Giải Quả cầu vàng cho Phim hoạt hình hay nhất.

## Lồng tiếng Việt
- Trương Ngọc Châu : Charlie Brown
- Bill Meléndez : Snoopy et Woodstock
- Hồ Ngọc Hà : Lucy van Pelt
- Phi Phụng : Sally Brown
- Bảo Yến : Linus van Pelt
- Mai Diễm Phương, : Frieda
- Tân Nhàn : Peppermint Patty
- Ngọc Trinh : Marcie
- Minh Tuyết : Franklin
- Siu Black : Schroeder
- Trần Tuệ Nhàn : Patty